# إيرو إندجيرف
إيرو إندجارف (بالانجليزية: Eero Endjarv) (ولد في 24 يناير 1973) وهو مهندس معماري إستوني.
ولد إيرو في تالين. من عام 1988 إلى عام 1991 درس في المدرسة الثانوية ومن عام 1991 إلى عام 1995 درس في الجامعة التقنية بتالين. من عام 1995 درس في أكاديمية الفنون الإستونية في قسم الهندسة المعمارية والتخطيط الحضري. تخرج من الأكاديمية في عام 2001.
منذ عام 2001، عمل إيرو في المكتب المعماري أجابوس تروفيرك وإندجارف كمهندسين شركاء. منذ عام 2009، نشط أيضًا في المكتب المعماري لشركة التحالف (بالانجليزية: Allianss) للهندسة المعمارية .
أهم الأعمال التي قام بها إيرو: فيلا في أتوبا في جنوب استونيا، والمبنى الجديد لجامعة تالين، ومدرسة فيمسي ومكتبة جامعة تالين للتكنولوجيا. إيرو أيضا كان عضواً في اتحاد المهندسين المعماريين الاستوني.

## أعماله

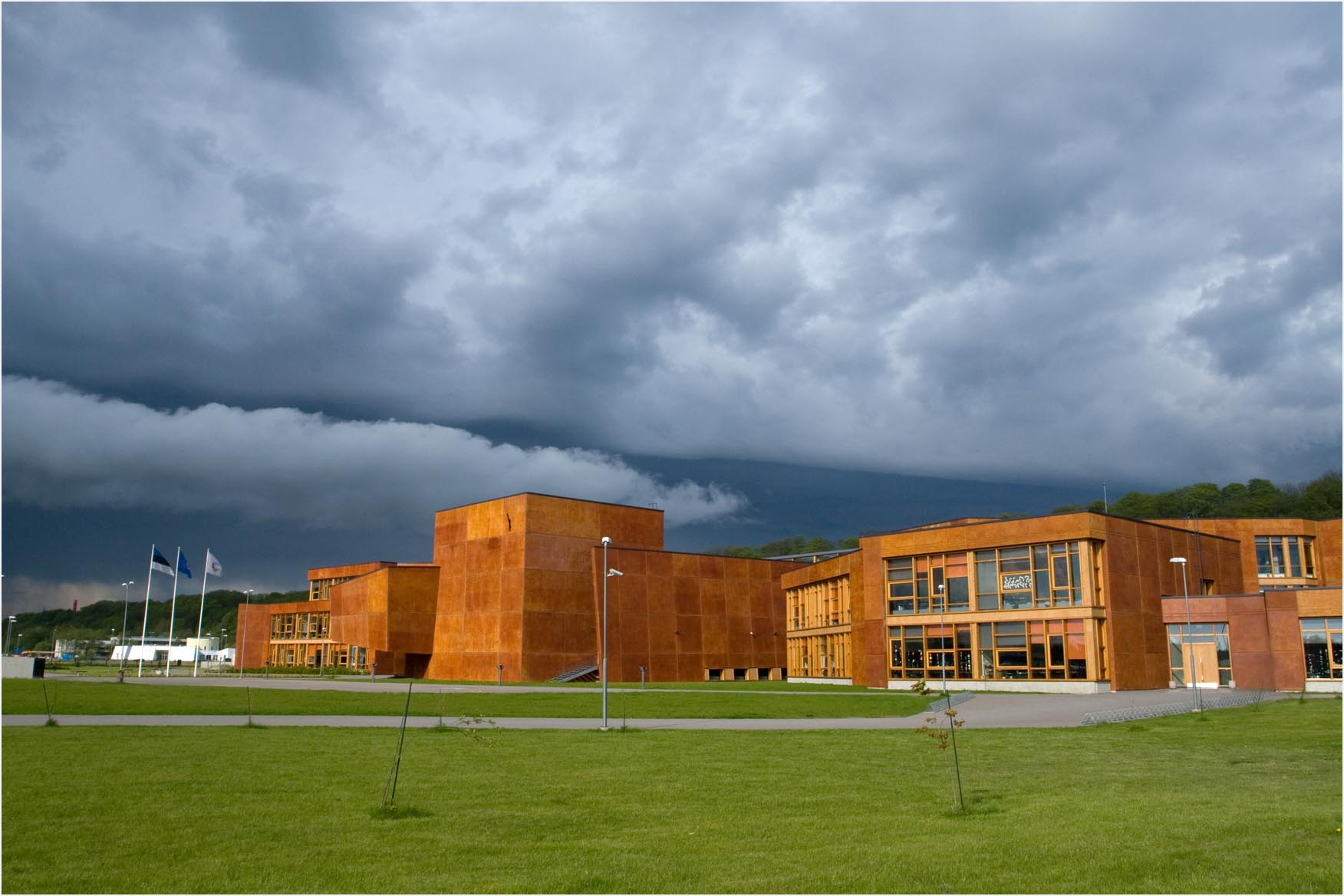
مدرسة فيمسي في هابينيم

- المباني السكنية في بريتا، 2003 (مع ماتياس أغابوس، إليمار تروفرك)
- فيلا في جنوب استونيا، 2004 (مع ماتياس أغابوس، وإليمار تروفرك)
- بناء شقة في نومي، 2005 (مع ماتياس أغابوس، راؤول المرصد، إليمار تروفرك)
- مبنى سكني في شارع كرتذوالدي في تالين، 2005 (مع ماتياس أغابوس، إليمار تروفرك)
- مبنى سكني في فيمسي، 2006 (مع ماتياس أغابوس، راؤول جام، إليمار ترووفيرك)
- مبنى جديد من جامعة تالين، 2006 (مع ماتياس أغابوس، إليمار تروفرك، راؤول فولو، بيرت بينت)
- مدرسة فيمسي، 2006 (مع ماتياس أغابوس، إليمار تروفرك، بيرت بينت، راؤول أوبزرفر)
- مكتبة جديدة لجامعة تالين التقنية، 2009 (مع ماتياس أغابوس، إليمار تروفرك)

## المسابقات
- مبنى جديد من جامعة تالين، 2003، الجائزة الأولى
- مكتبة جامعة تالين للتكنوليجا، 2006، الجائزة الأولى